# Crecopsis
Crecopsis là một chi chim trong họ Rallidae.